# 甲府市
甲府市（日语：／ Kōfu shi */?）是位於日本山梨縣中部的城市，為縣內人口數最多的城市，也是山梨縣的縣廳所在地、保健所政令市和中核市。 市名「甲府」意為「甲斐府中」，其源自於戰國時代的戰國大名武田信虎在現今的古府中町興建躑躅崎館，故得名為甲府。轄區地處甲府盆地内，市中心位於盆地的中心地區，當地人口則集中在中央本線、身延線和穿越市內的國道沿線等地。甲府市是山梨縣的政治、經濟、文化和教育中心，當地在戰國時代為武田氏的據點，並發展成當時東國規模最大的城下町之一，至江戶時代則成為江戶幕府的幕府領。
甲府市在第二次世界大戰期間受到美軍空襲（甲府空襲），並造成市內約三分之二的住宅受到祝融而燒毀。戰後當地致力於重建，並將甲府車站南出口前的道路拓寬，使其成為市中心内的主要幹道。現今興建中的中央新幹線預計在市內設置山梨縣站（暫定站名），預期將使甲府市擴大與日本關東各都市圈在經濟和產業等方面的交流。而當地也規劃於該站南邊進行新的城市開發。同時甲府市也是日本漫畫家Afro於2017年5月開始連載的漫畫《mono女孩》的故事舞台之一。

## 地理

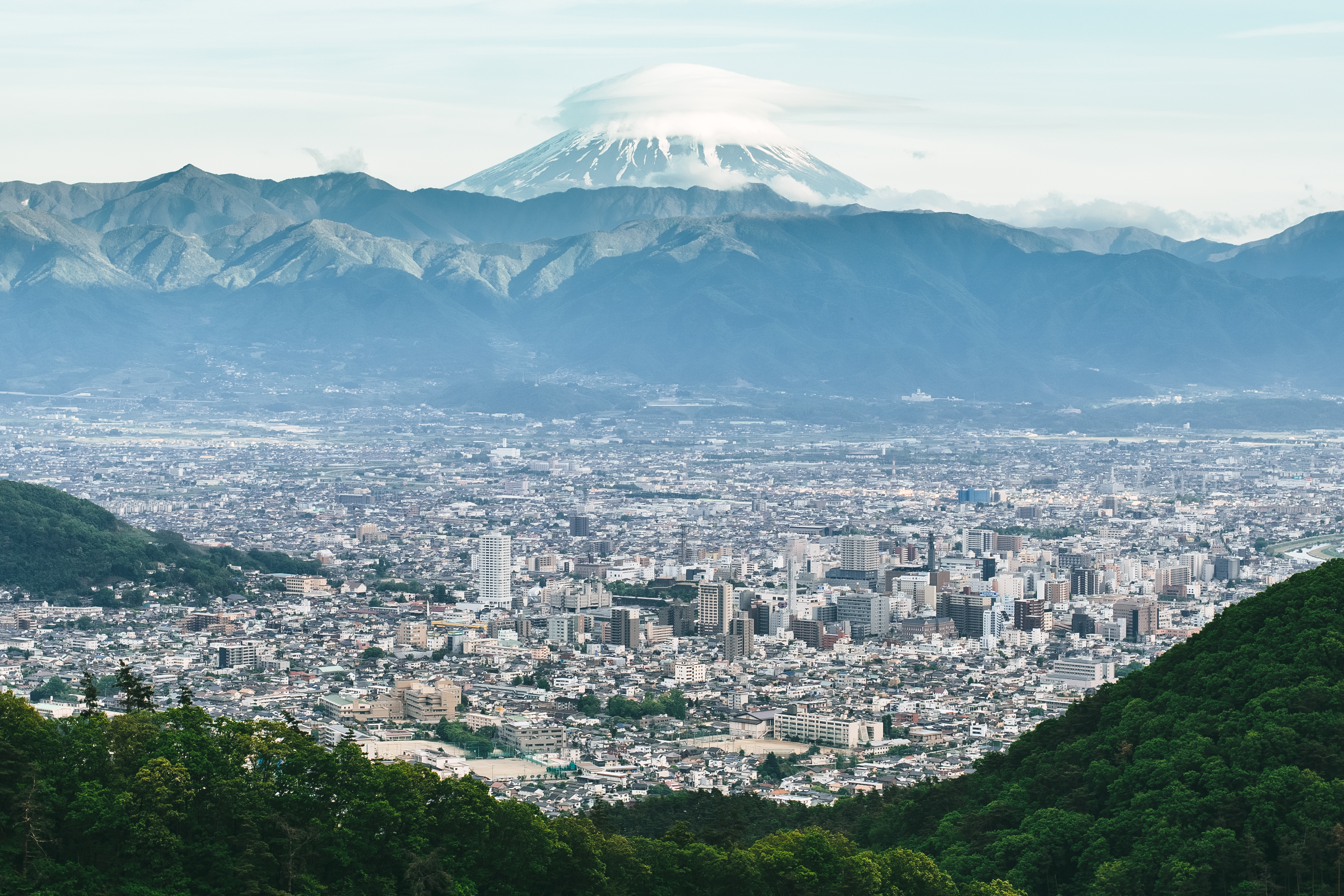
甲府市區和甲府盆地

甲府市的轄區成南北狹長狀並地處甲府盆地内。北部多為發源自帶那山的相川沖積而成的沖積扇，其中北端的山區地帶坐落著八幡山、金峰山、朝日岳等海拔超過2000公尺並且相連的山岳；西部的千塚和飯田地區則為從金鋒山往南流的荒川形成的沖積扇。位於轄區東部，地處愛宕山東麓的東光寺地區擁有規模較小的沖積扇。市區南部皆被濁川形成的沖積平原覆蓋，最南端的山區地帶則為王岳、釋迦岳等山岳。而金鋒山、甲武信岳等山岳和御岳昇仙峽的周邊地區則位於秩父多摩甲斐國立公園的範圍內。

### 氣候

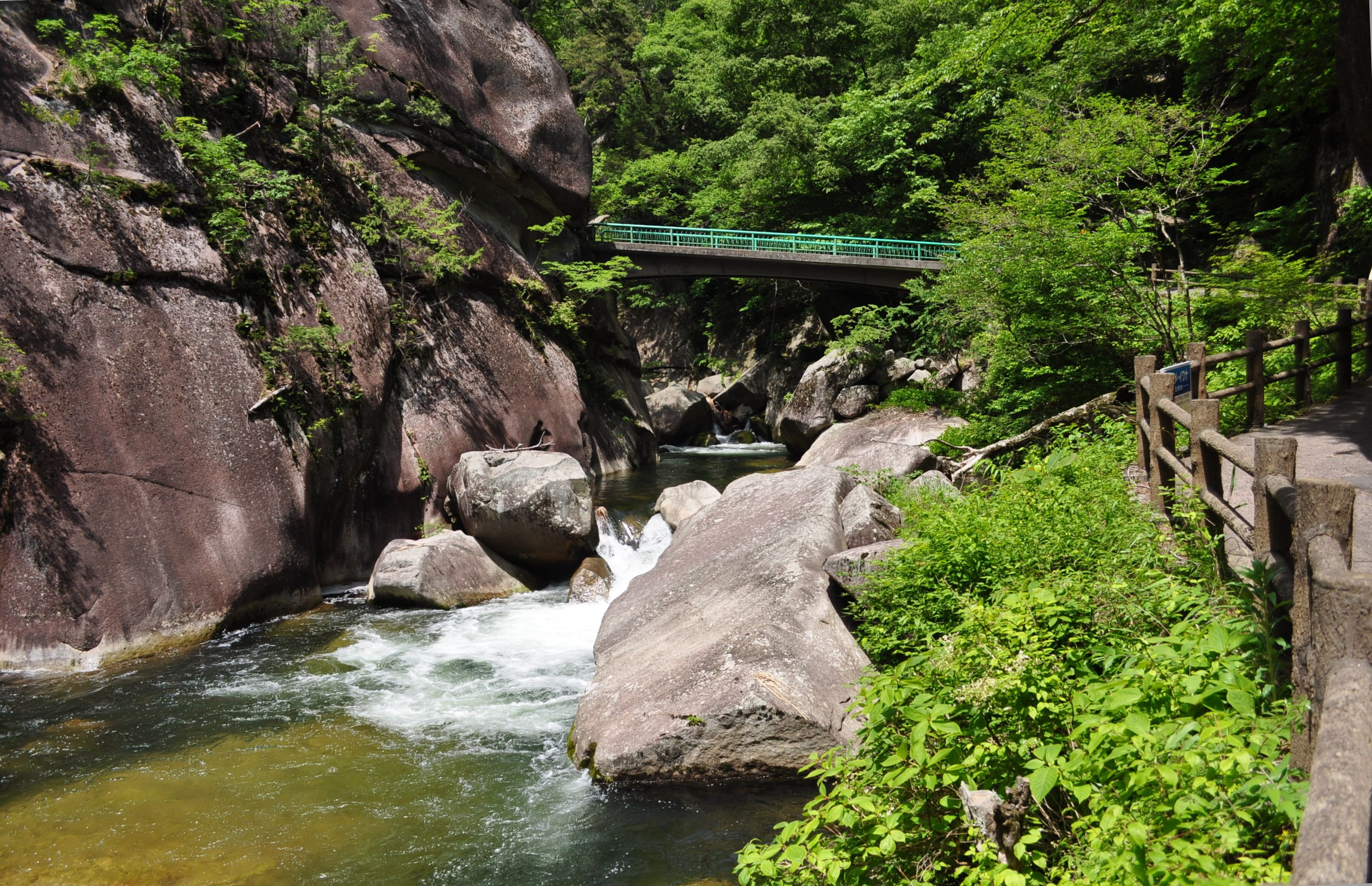
荒川 (山梨縣)

由於甲府市地處盆地内，因此日溫差和年溫差較大。根據統計，1991年至2020年甲府市的年均溫為15.1℃，1992年至2021年的年均降雨量則為1112.1毫米。當地在7月上旬的高溫達到30℃以上，最高溫落在8月上旬，並持續至9月上旬。冬季氣溫則在12月下旬降至0℃以下，最低氣溫落在隔年的1月下旬，並持續至2月中旬。且甲府市冬季多被西北風吹拂，因此空氣較為乾燥。

## 歷史

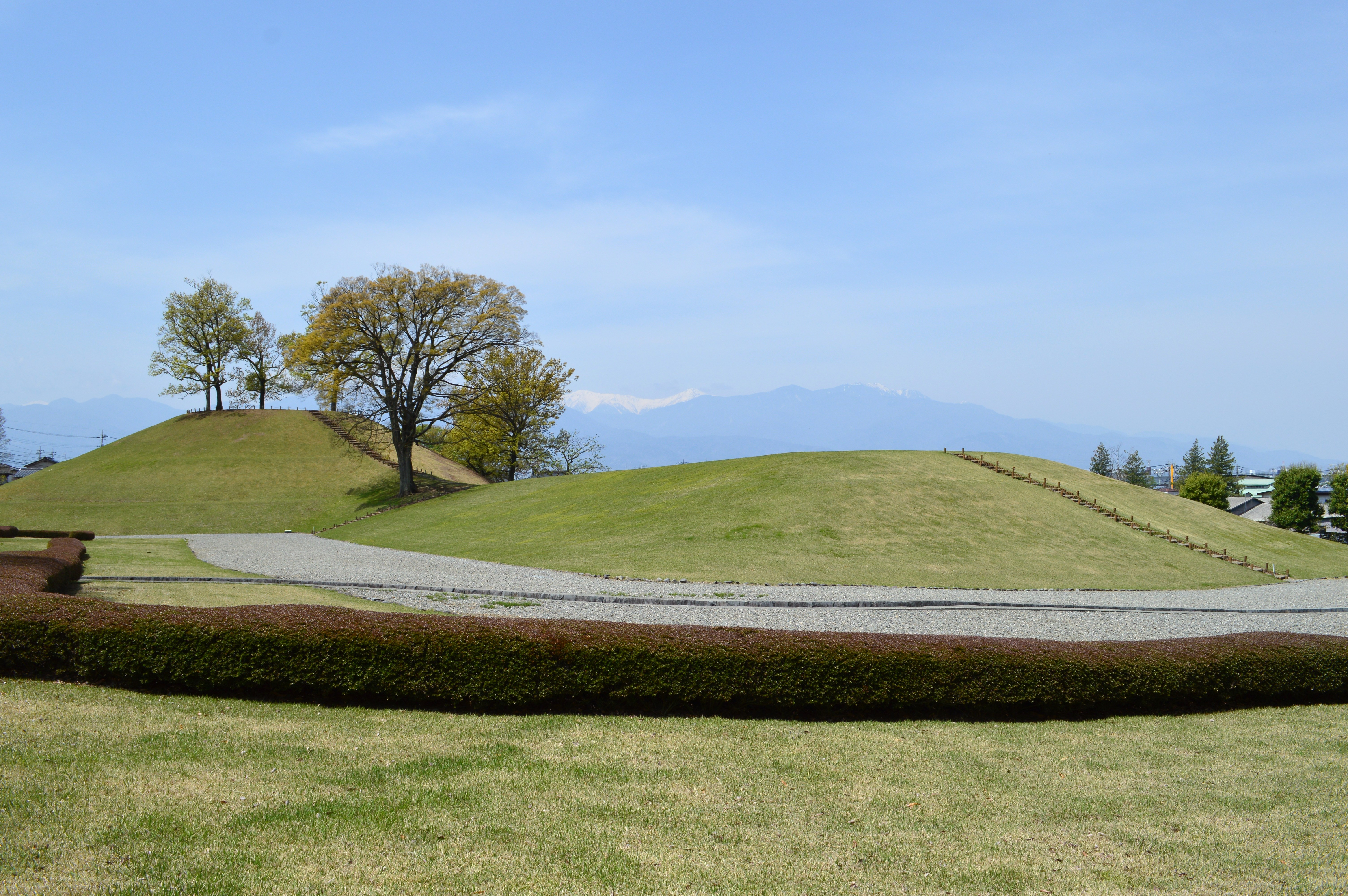
甲斐銚子塚古墳

甲府市約自2萬7千年的舊石器時代便有人類居住，當時的人們多居住在境內的山麓地帶。當地的曾根丘陵也發掘出約建於4世紀，屬於前方後圓墳的甲斐銚子塚古墳。該古墳為山梨縣規模最大的古墳，也是古墳時代前期東日本地區規模最大的古墳之一，並於近代被指定為日本的史跡。平安時代後期，甲斐源氏第4代家督武田信義在當地鞏固對甲斐國的支配，並成為甲斐武田氏的家祖。
永正16年（1519年），武田信玄之父，也是甲斐國的守護大名武田信虎在甲府地區興建武田氏館（躑躅崎館），並以此為根據地整建城下町。隨著武田氏的勢力逐漸擴張，甲府地區也發展成東國規模最大的城下町之一。武田氏第16代家主武田信玄在位期間制定甲州法度次第以治理其領土。武田信玄也致力於興建大規模的河堤，使甲府盆地免於受到洪水侵害，並積極利用甲斐國内豐富的金礦發展金礦開採的事業，使甲斐國在信玄的治理下逐漸變得富裕。同時信玄也將善光寺內的阿彌陀佛本尊遷移至甲斐善光寺。天正10年（1582年）武田氏在甲州征伐中滅亡後，甲斐國改由織田信長統治，但本能寺之變發生後則改由德川家康支配。 安土桃山時代末期，甲府城在豐臣秀吉的命令下興建而成。

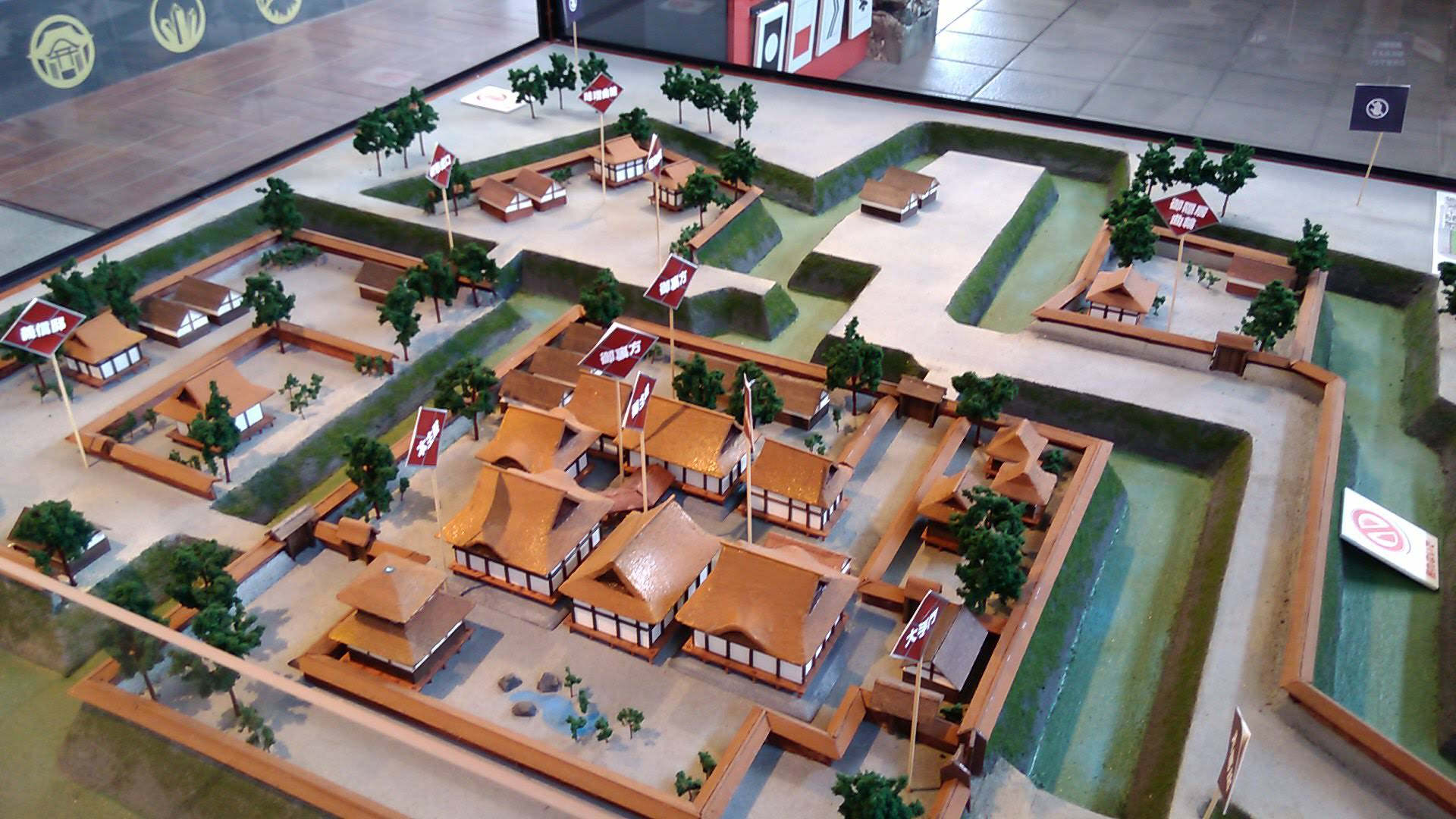
躑躅崎館模型

江戶時代初期，甲府城城主僅限由德川家一門的人擔任，但第4代將軍德川家綱將甲府封給其側用人柳澤吉保。此後甲府地區由柳澤氏統治約20年。享保9年（1724年）柳澤吉里轉封至大和國郡山藩共約15萬石，甲府城改由甲府勤番負責守備，並且作為幕府領由江戶幕府管轄至幕末時期。
明治22年（1889年），日本實施町村制和市制，並在當地設置甲府市，為日本第34個市。昭和12年（1937年），甲府市和里垣村、相川村、國母村與貢川村合併。昭和17年（1942年），甲府市與千塚村和大宮村合併。第二次世界大戰期間，甲府市於昭和20年（1945年）7月遭到美軍空襲（甲府空襲），市內約74%的土地在轟炸下成為焦土。根據統計，甲府空襲在甲府市共造成1127人死亡、17,864戶住宅燒毀和230戶住宅半毀。

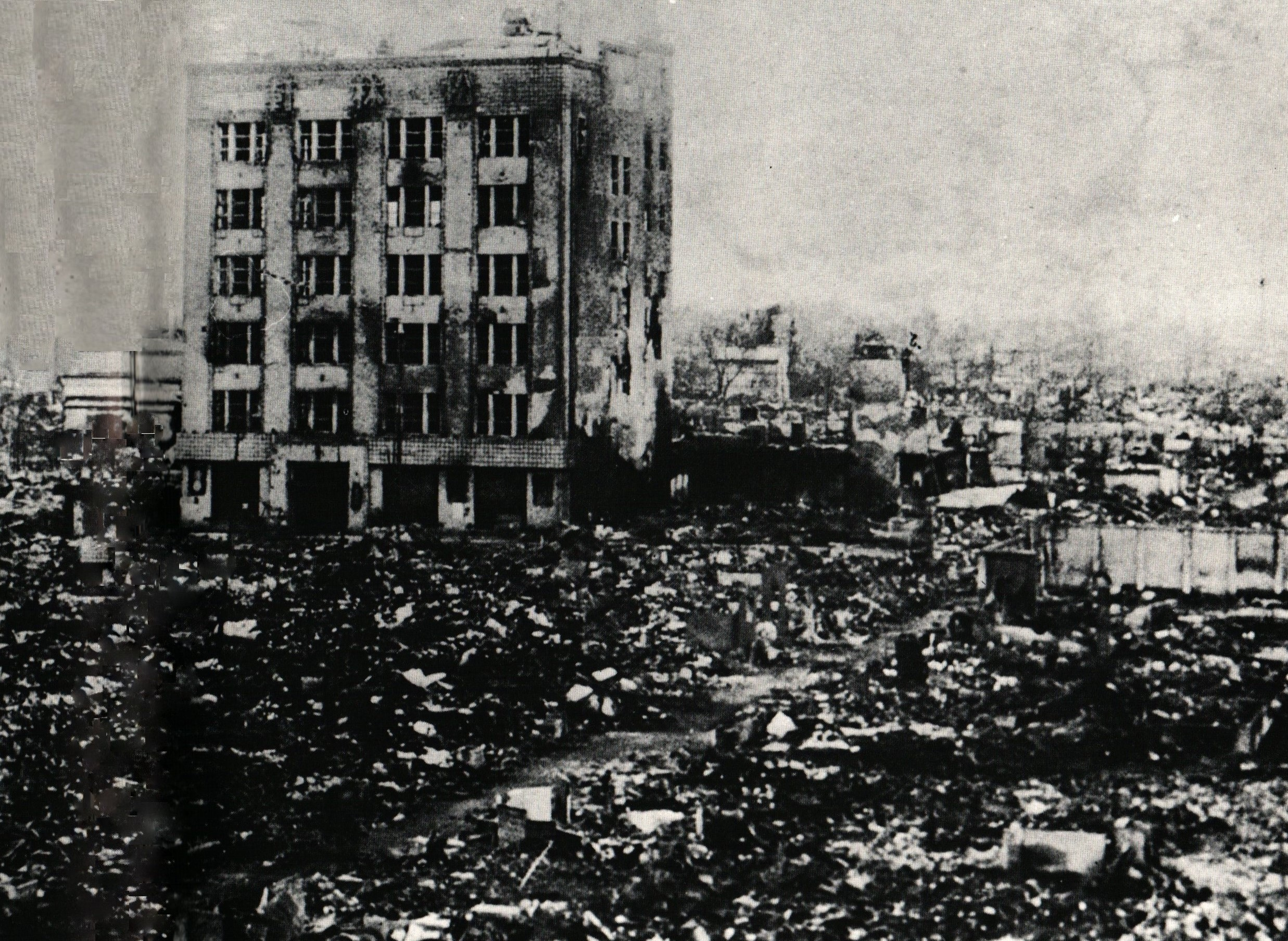
空襲過後的甲府市區

昭和24年（1949年），甲府市再與池田村和住吉村畔合併。昭和29年（1954年），甲府市和山城村、住吉村、朝井村、二川村、大鎌田村、甲運村、玉諸村、千代田村、能泉村與宮本村合併。平成18年（2006年），甲府市和中道町與上久一色村的北部地區合併成現今的甲府市。2019年為甲府市開府的500週年，2021年則迎來武田信玄誕生的500週年。

## 人口
甲府市的人口近年來呈現少子化和人口高齡化的趨勢，市內的出生人數自2003年以後便低於死亡人數。但當地的總和生育率從2016年的1.51%上升至2018年的1.55%，比同時期的山梨縣和日本的總和生育率還高。根據統計，甲府市的幼年人口比例自1985年的20.1%下降至2023年的11%，高齡人口比例從1985年的11.2%上升至2023年的29.8%。甲府市的人口金字塔中以50歲至54歲的人口數最多，高齡人口中占比最多的則是70歲至74歲，於嬰兒潮世代誕生的老年人群。
| 甲府市人口分布圖 |                                               |  |
| 甲府市與日本全國年齡別人口分布比較圖 （2005年資料） | 甲府市的年齡、男女別人口分布圖 （2005年資料） |  |
| ■紫色是甲府市 ■綠色是全国 | ■藍色是男性 ■紅色是女性                       |  |
| 甲府市人口變化 \| 1970年 \| 190,289人 \| \| \| 1975年 \| 201,072人 \| \| \| 1980年 \| 206,476人 \| \| \| 1985年 \| 209,406人 \| \| \| 1990年 \| 207,626人 \| \| \| 1995年 \| 208,172人 \| \| \| 2000年 \| 203,349人 \| \| \| 2005年 \| 201,270人 \| \| \| 2010年 \| 198,992人 \| \| \| 2015年 \| 193,125人 \| \| \| 2020年 \| 189,591人 \| \| |                                               |  |
| 資料來源：日本總務省統計中心提供之人口普查數據 |                                               |  |
| 1970年 | 190,289人                                     |  |
| 1975年 | 201,072人                                     |  |
| 1980年 | 206,476人                                     |  |
| 1985年 | 209,406人                                     |  |
| 1990年 | 207,626人                                     |  |
| 1995年 | 208,172人                                     |  |
| 2000年 | 203,349人                                     |  |
| 2005年 | 201,270人                                     |  |
| 2010年 | 198,992人                                     |  |
| 2015年 | 193,125人                                     |  |
| 2020年 | 189,591人                                     |  |

## 行政
現任市長樋口雄一於2015年2月首次當選甲府市的市長，2023年1月則在選舉中第2次成功連任，其任期將持續至2027年2月。甲府市議會共有32名市議員，最近一次改選在2023年4月23日。而32名市議員中多為無黨籍的議員。

## 經濟
根據日本2020年的國勢調查統計，甲府市的就業人口中約2.4%從事第一級產業，21.9%的就業人口從事第二級產業，其餘的75.7%則從事第三級產業。當地每戶農家經營的農地面積以0.5至1公頃為大宗，銷售總額則以100萬至500萬日圓為主。甲府市各區域種植的農作物皆有差異。東部以種植葡萄為主，中道地區種植水蜜桃、中國李、稻米、甜玉米等農產品，中部和南部的平坦地帶則多種植稻米。而近年來市內從事農業人口的年齡層也逐漸有高齡化趨勢。

## 教育
甲府市共有25所小學、11所中學校和12所高等學校。當地的高等教育資源也相當豐富，市内共有14所專修學校、4所大學、4所大學院和一所短期大學（山梨學院短期大學）。近年來甲府市與市內和山梨縣外的多所大學簽訂合作協定，旨在透過雙邊合作促進當地的發展。

## 交通

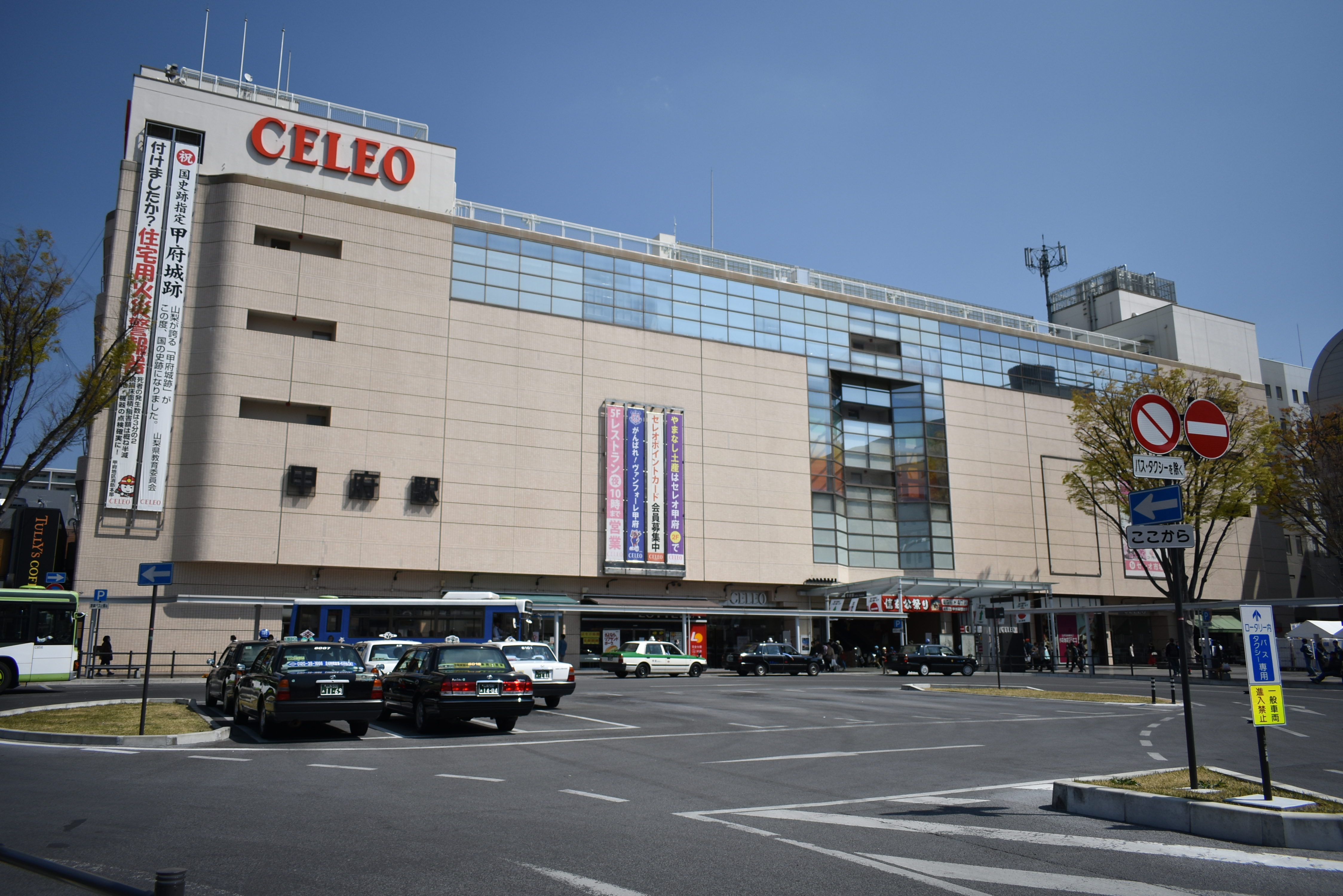
甲府車站

中央自動車道穿越甲府市南部，並在市內設置甲府南交流道。國道20號、國道52號與國道411號皆以東西向穿越轄區中部，國道358號則往南穿越甲府市南部的山區地帶。
由於甲府市為JR東日本的中央本線（中央東線）和JR東海營運的身延線的交會之處，使當地成為重要的交通樞紐。其中甲府車站為市內的主要車站，也是身延線的終點。中央本線在市區東部設置酒折站，身延線則向南延伸並設置金手站、善光寺站、南甲府站、甲斐住吉站與國母站。設於市內的車站除甲府站和南甲府站外皆為無人車站。而興建中的中央新幹線預計在甲府市的大津町設置山梨縣站（暫定站名），並預計於2031年完工。

## 觀光

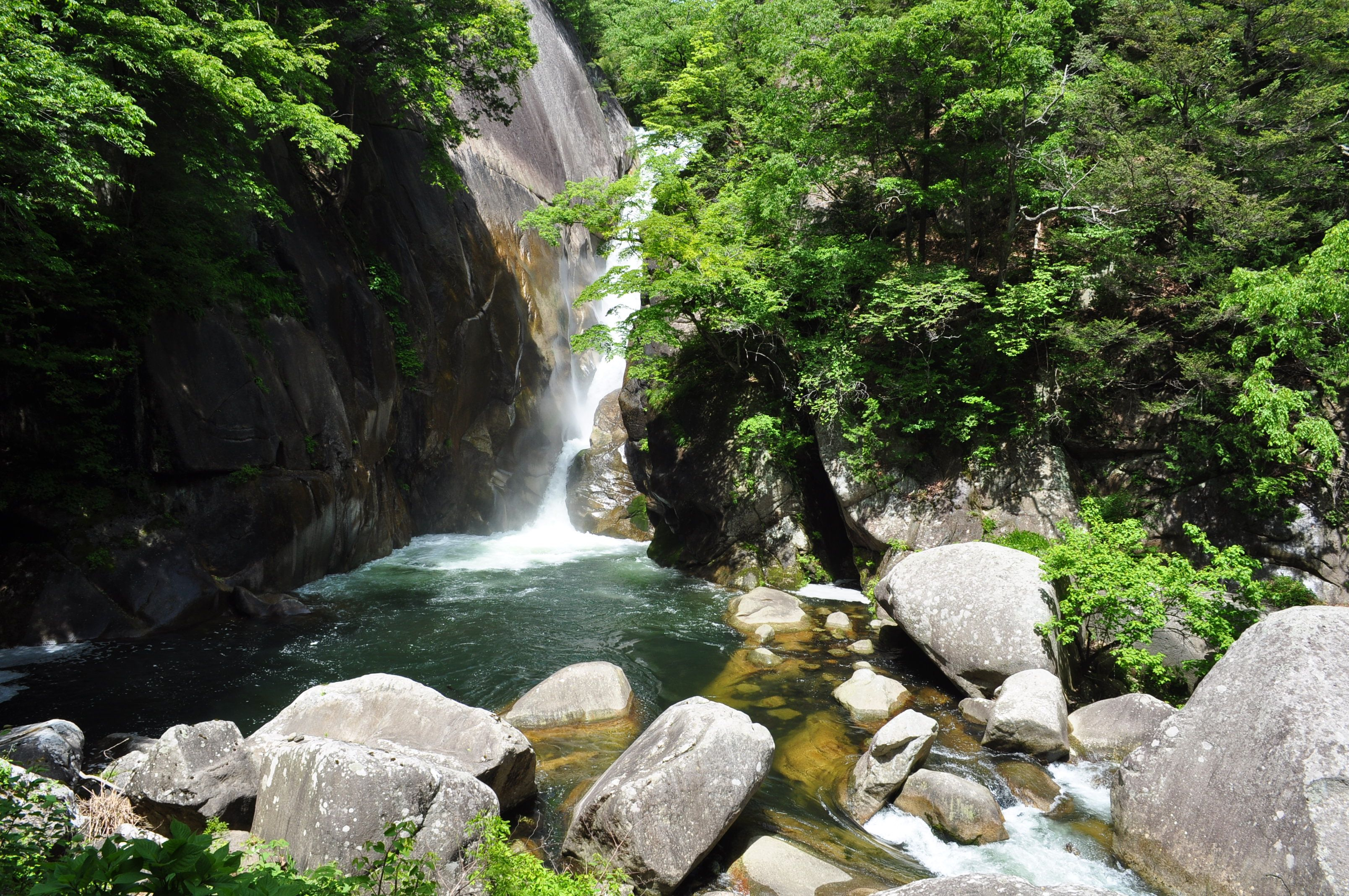
流經昇仙峽的荒川和仙娥瀑布

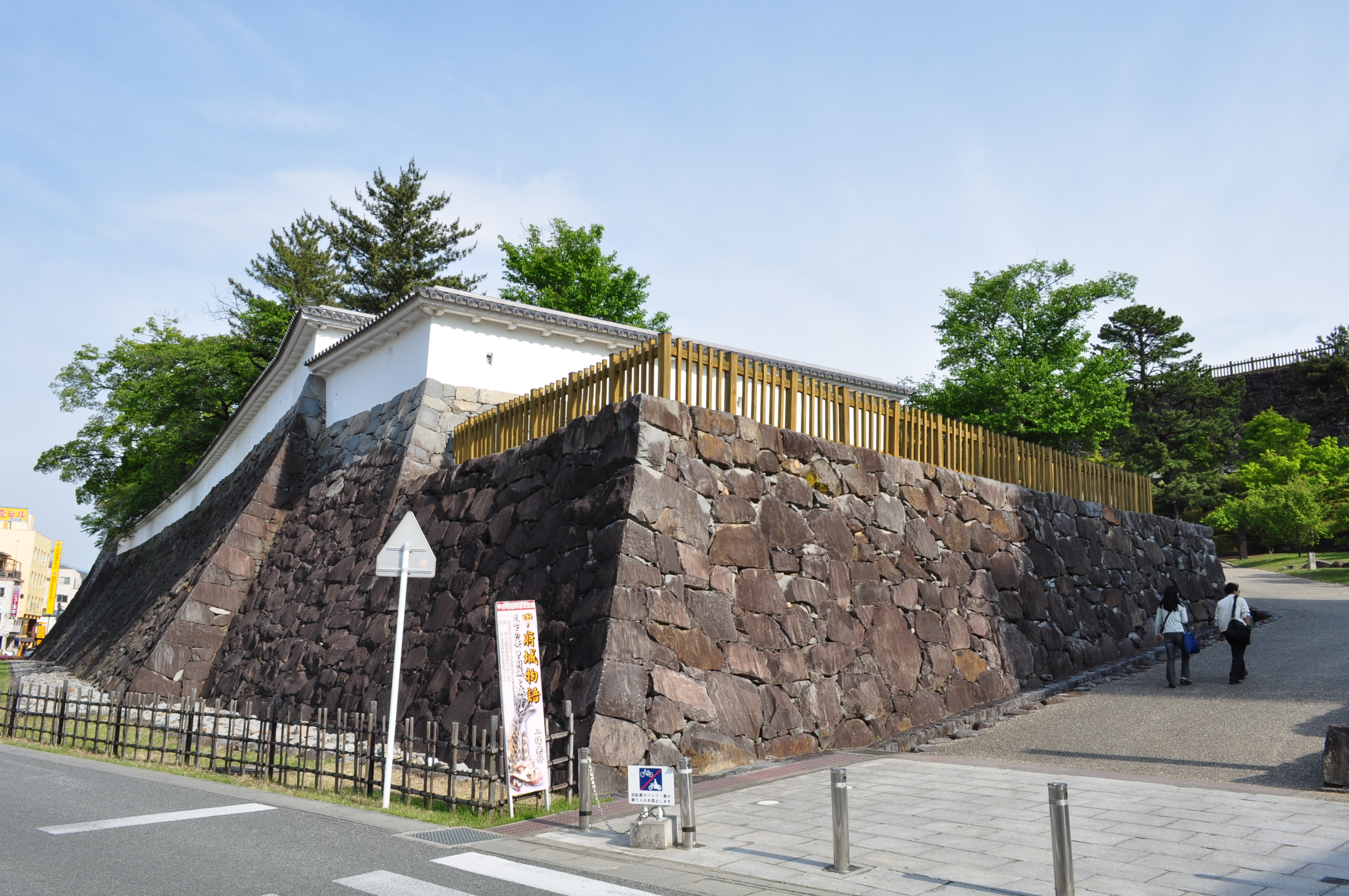
甲府城（舞鶴城）公園

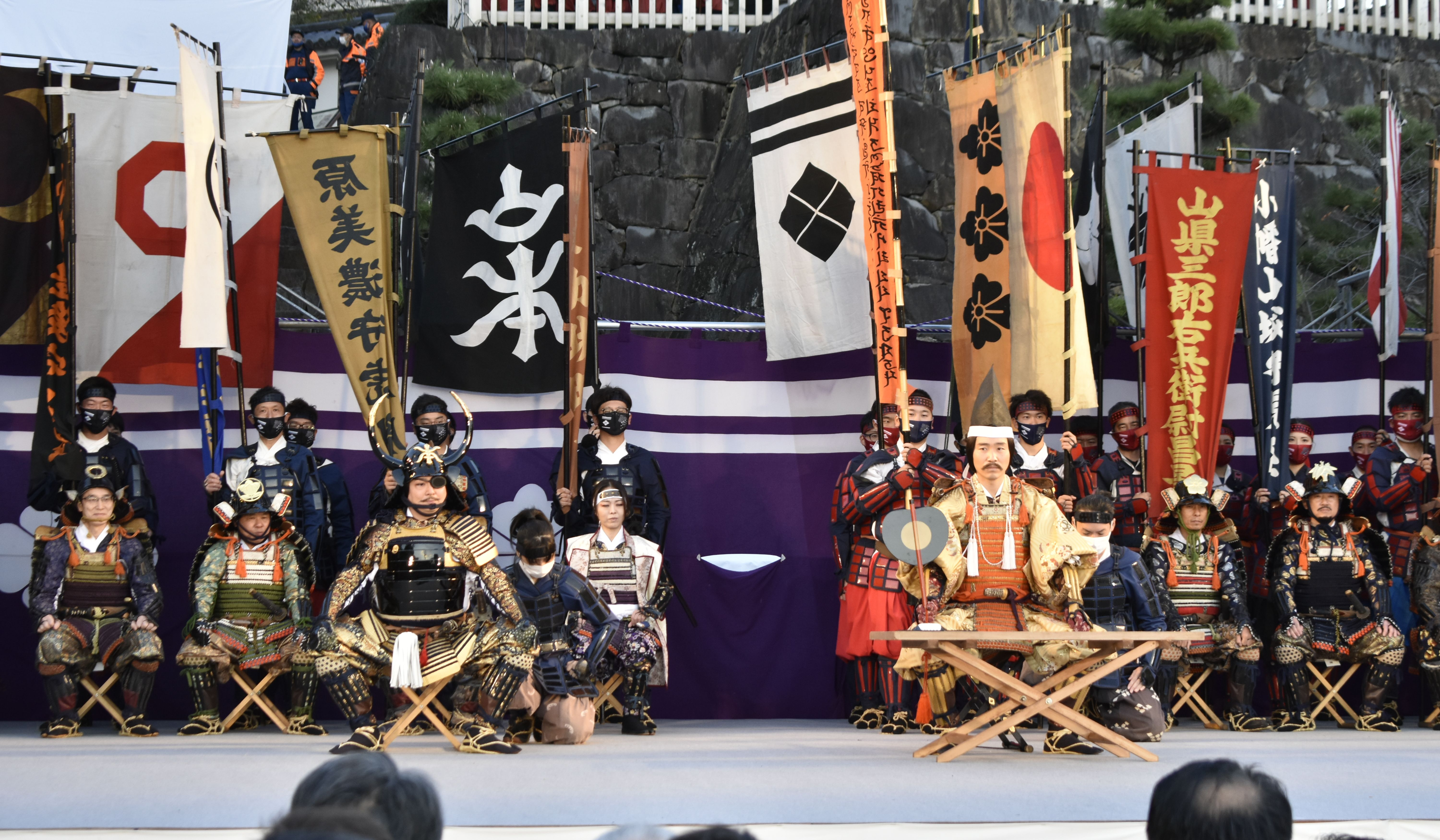
武田信玄公祭

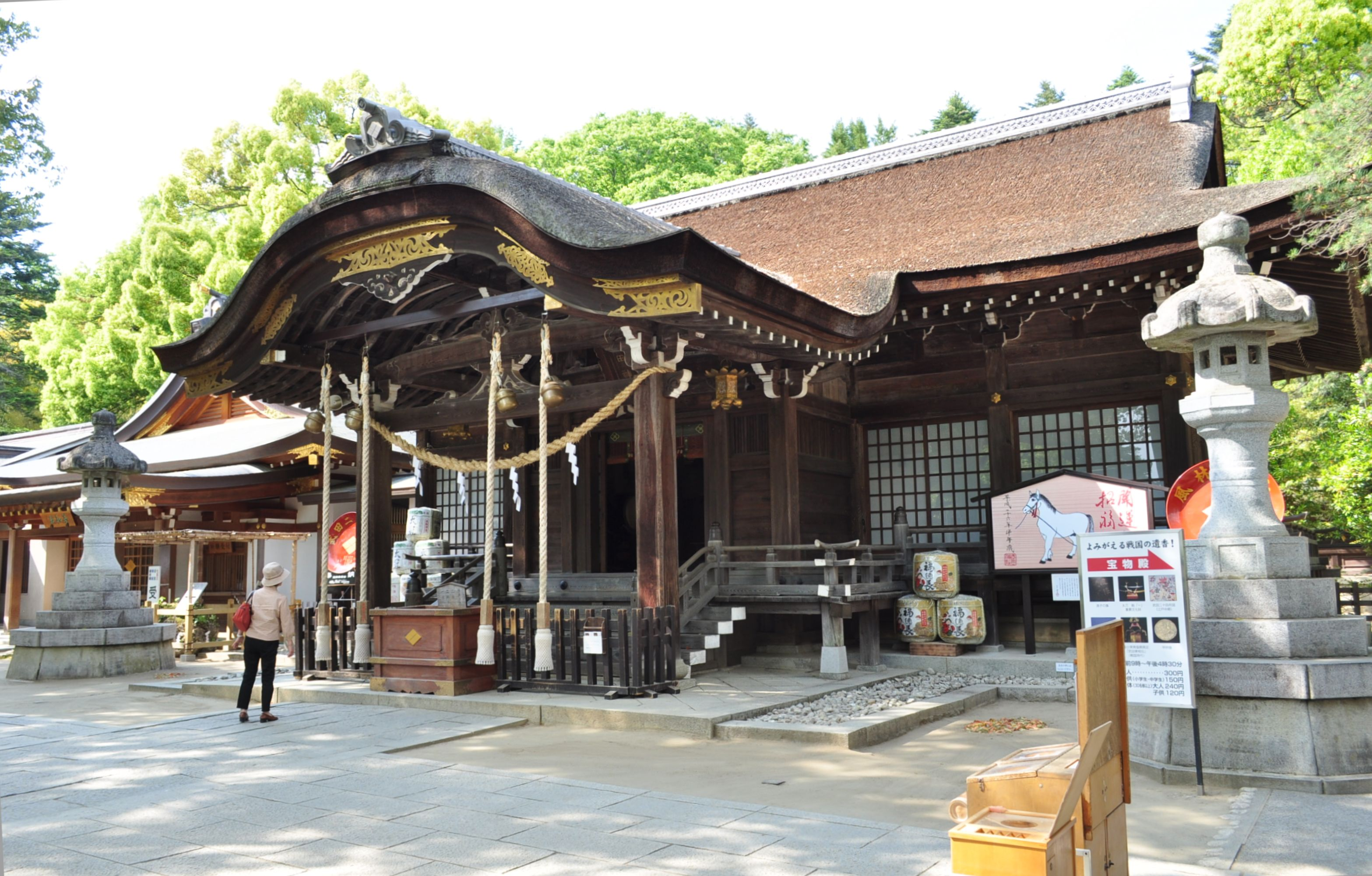
武田神社

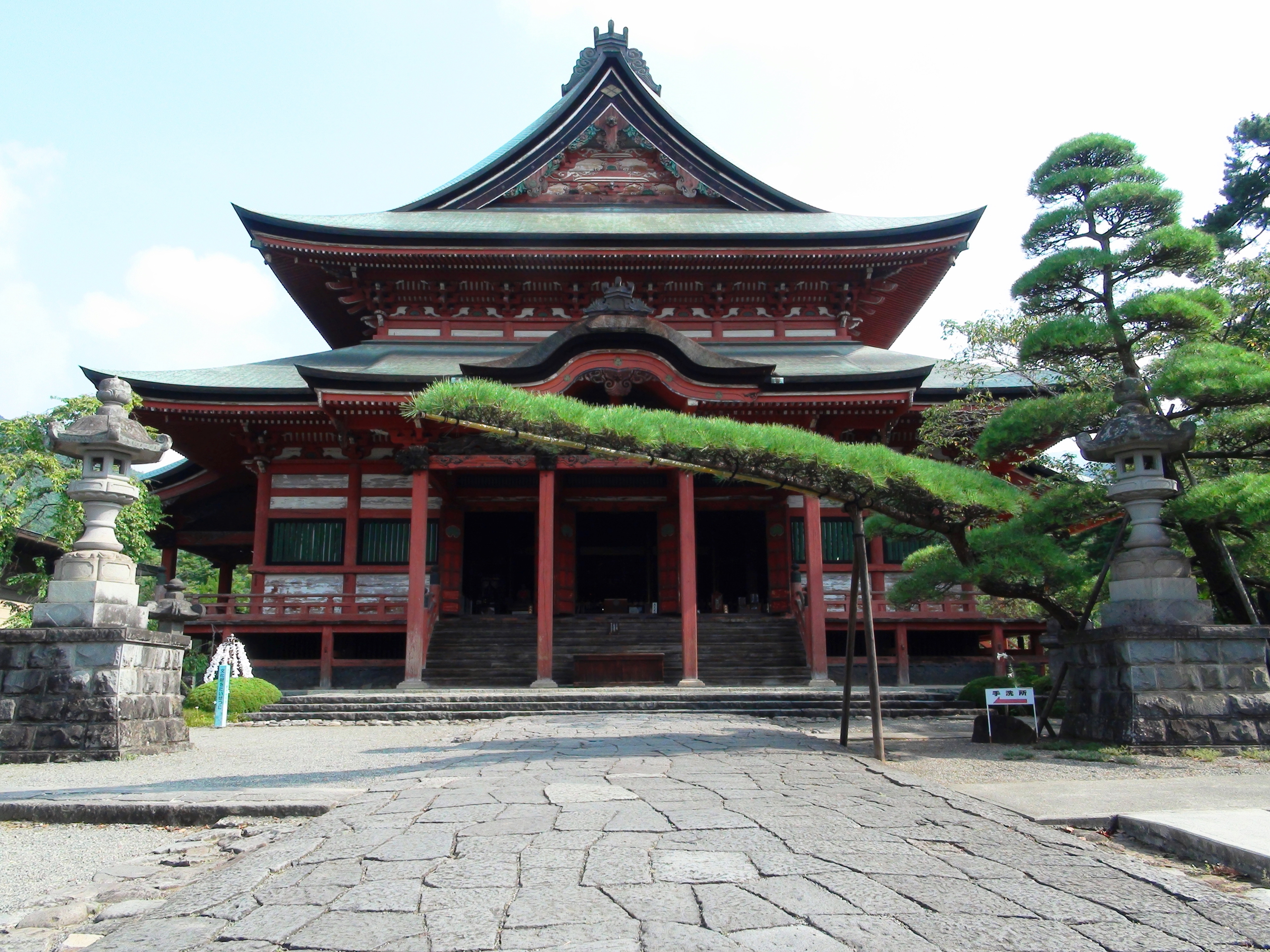
甲斐善光寺

由於甲府市內擁有御嶽昇仙峽、千代田湖、甲府城、武田神社等自然與歷史景點，因此吸引許多觀光客前來。根據統計，2013年至2019年甲府市每年約有469萬至612萬的遊客到訪，2020年則受到嚴重特殊傳染性肺炎疫情的影響下滑至200萬人次。當地擁有相當豐富的自然資源與景點。位於甲府市北部的御嶽昇仙峽及其周邊地區於2022年被指定為特別名勝和日本遺產，甲武信岳、金鋒山等日本百名山於2019年被聯合國教科文組織指定為甲武信生物圈保護區。而昇仙峽、甲武信岳、金鋒山等山岳則位於秩父多摩甲斐國立公園的範圍內。位於市區北部的武田神社建於大正8年（1919年），其址位於武田氏居住的躑躅崎館的城館遺跡上。神社裡供奉著武田信玄，而每年信玄公祭遊行隊伍的出發點也位於此神社。
甲府市的市區北部坐落著建於永祿元年（1558年）的甲斐善光寺。據說武田信玄為避免善光寺在川中島之戰中受到戰火波及，而將寺內供奉的如來雕像、寺內的寶物和僧侶遷移至市內的甲斐善光寺。現今善光寺中最知名的寶物為木造的源實朝和源賴朝坐像等。兩尊坐像皆被認為是日本現存年代最早的木製源賴朝和源實朝坐像，而近年的樹輪年代學測定和放射性碳定年法顯示源實朝的坐像約在承久4年（1222年）製成。
由於甲府市地處的甲府盆地北邊為斷層帶，因此溫泉資源也相當豐富。市內的湯村溫泉街每年吸引許多遊客前往，近年來則因溫泉旅館陸續關閉而致力於推動振興計畫。而因當地是武田信玄的出生地，因此甲府市每年會在武田信玄逝世的4月上旬舉辦信玄公祭，並在節日中重現永祿四年（1661年）的川中島之戰。參加活動的人群會打扮成武田信玄麾下的甲州軍團武士，並手持風林火山旗等各種旗幟在街上遊行。而第51屆信玄公祭於2025年的4月4日至6日舉辦。

## 友好城市
甲府市與以下日本行政區為友好姐妹城市:
| 市町村     | 都道府縣 | 締結日期      |
| ---------- | -------- | ------------- |
| 大和郡山市 | 奈良縣   | 1992年1月22日 |

甲府市與以下外國行政區為友好姐妹城市:
| 國家           | 城市                                 | 締結日期      |
| -------------- | ------------------------------------ | ------------- |
| 美国           | 第蒙（愛荷華州）                     | 1958年8月16日 |
| 美国           | 洛迪（加州）                         | 1961年4月11日 |
| 法國           | 波城（新亞奎丹大區大西洋庇里牛斯省） | 1975年8月18日 |
| 中华人民共和国 | 成都市（四川省）                     | 1984年9月27日 |
|                | 清州市（忠清北道）                   | 2002年9月26日 |

## 外部連結
- OpenStreetMap上有關甲府市的地理